# Augusta (Wisconsin)
Augusta és una població dels Estats Units a l'estat de Wisconsin. Segons el cens del 2000 tenia 1.460 habitants.

## Demografia
Segons el cens del 2000, Augusta tenia 1.460 habitants, 599 habitatges, i 376 famílies. La densitat de població era de 279,1 habitants per km².
Dels 599 habitatges en un 29% hi vivien nens de menys de 18 anys, en un 47,6% hi vivien parelles casades, en un 11,7% dones solteres, i en un 37,2% no eren unitats familiars. En el 32,9% dels habitatges hi vivien persones soles el 21,5% de les quals corresponia a persones de 65 anys o més que vivien soles. El nombre mitjà de persones vivint en cada habitatge era de 2,36 i el nombre mitjà de persones que vivien en cada família era de 3,01.
Per edats la població es repartia de la següent manera: un 25% tenia menys de 18 anys, un 7,5% entre 18 i 24, un 24,5% entre 25 i 44, un 20,1% de 45 a 60 i un 22,9% 65 anys o més.
L'edat mediana era de 40 anys. Per cada 100 dones de 18 o més anys hi havia 82,5 homes.
La renda mediana per habitatge era de 28.478 $ i la renda mediana per família de 37.500 $. Els homes tenien una renda mediana de 31.023 $ mentre que les dones 19.226 $. La renda per capita de la població era de 15.469 $. Aproximadament el 10,1% de les famílies i l'11% de la població estaven per davall del llindar de pobresa.

## Poblacions més properes
El següent diagrama mostra les poblacions més properes.